# Made in Britain
Made in Britain é um telefilme produzido no Reino Unido e protagonizado por Tim Roth. Foi escrito por David Leland, com direção de Alan Clarke, e transmitido originalmente na ITV no dia 10 de julho de 1983.